# Lawar NP
Lawar NP é uma cidade e uma nagar panchayat no distrito de Meerut, no estado indiano de Uttar Pradesh.

## Demografia
Segundo o censo de 2001, Lawar NP tinha uma população de 18,050 habitantes. Os indivíduos do sexo masculino constituem 53% da população e os do sexo feminino 47%. Lawar NP tem uma taxa de literacia de 45%, inferior à média nacional de 59.5%: a literacia no sexo masculino é de 55% e no sexo feminino é de 34%. Em Lawar NP, 19% da população está abaixo dos 6 anos de idade.